# Єлена (Евріпід)
«Олена» («Елена», «Єлена» — трагедія давньогрецького драматурга Евріпіда, поставлена в 412 році до н. е. В основі сюжету – легенда, згідно з якою Троянська війна почалася через привида прекрасної Олени, а її саму боги викрали і забрали в Єгипет. В Єгипті її переслідує закоханий цар Феоклімен, вона ховається від нього і несподівано зустрічає свого чоловіка Менелая... Іншими творами Евріпіда, що дійшли до наших днів, є «Іфігенія в Тавриді», «Фінікіянкі», «Іон», «Орест», «Вакханки», «Іфігенія в Авліді», «Циклоп», «Електра». Авторитет Евріпіда у світовій літературі незаперечний. Його трагедій через сотні років наслідували багато відомих драматурги. Його безсмертні твори перекладені на різні мови світу.

## Дійові особи трагедії
- Олена
- Тевкр
- Феоноя
- Феоклімен
- Менелай
- Діоскури

## Характеристика Олени
Олена — дійова особа трьох трагедій Евріпіда: «Троянок», «Олени» і «Ореста». У перших двох трагедіях образ Олени традиційний. Це — невірна дружина, яка втекла з Парісом і стала винуватицею великих лих, що обрушилися на греків. Однак у трагедії «Олена» Евріпід зображує свою героїню невинною. У трагедії «Троянки» автор змальовує картину відведення в рабство троянських жінок, серед яких виявляється і Олена. Їй повертають Менелая, надаючи йому вибір: або вбити Олену, або відвезти її назад до Греції. Поставши перед чоловіком після закінчення Троянської війни, Олена, не відчуваючи ні збентеження, ні сорому, виправдовує свою втечу божественної необхідністю. Однак Гекуба стверджує, що причиною втечі була пристрасть до Паріса і бажання скористатися його багатством. Олена намагається переконати чоловіка в тому, що коли загинув Паріс, вона жила в Трої як полонянка, але, згідно Гекубі, Олена насолоджувалася в Трої розкішшю і не хотіла звідти повертатися. Цей епізод набуває особливого звучання, оскільки всім відомо, що Менелай не вб'є Олену, а навпаки — їй підкориться і поверне її додому неушкодженою. Доля Олени відмінна від долі інших троянок, які, не маючи за собою ніякої провини, зазнають насильства, знущань, виявляються приреченими на загибель. Трагедія «Орест» повідає про таємний приїзд Олени з Трої в Аргос, куди Менелай послав її перш за себе, боячись народного гніву. Це твір трактує образ Олени двояко. З одного боку, Олена — винуватиця війни та всіх лих, викликаних війною. Її ненавидять навіть близькі їй люди, на яких вона накликала нещастя. Однак автор не залишає без уваги той факт, що Олена — всього лише знаряддя задуму богів, і якщо вона так вчинила, значить, так наказали боги. Олена повинна стати богинею, і деякі божественні риси проявляються в її поведінці. Їй, наприклад, не властиві зайві емоції, вона стримана у своїх переживаннях. Так, наприклад, печаль про долю сім'ї Агамемнона врівноважується в її душі радістю за дочку Герміону. Вона зовсім не страждає від того, що є головною винуватицею бід, що спіткали як троянців, так і ахейців. Коли Орест і Пілад хочуть вбити Олену як винуватця всіх бід, Аполлон забирає красуню на небеса, оскільки люди не мають права судити її. У трагедії «Елена» Евріпід висловлює версію, що Паріс викрав зовсім не Олену, а її привид, зітканий Герой з ефіру. Сама ж Олена на час Троянської війни була перенесена Гермесом до благочестивого царя Протея в Єгипет, де повинна була, зберігаючи вірність Менелаю, чекати, поки він, слідуючи волі богів, не буде на цій землі.

## Сюжет
Евріпід розробив у цій трагедії слідом за ліричним поетом Стесихором одну з версій міфу про Олену Прекрасну, згідно з якою Паріс відвіз в Трою тільки примара жінки Менелая, а саму Олену боги перенесли в Єгипет, де вона і провела в безвісності всі роки Троянської війни.
Дія відбувається в Єгипті, куди прибуває Менелай після взяття Трої. Він зустрічає справжню Олену, чиєї руки домагається в цей час жорстокий єгипетський цар Феоклімен. Завдяки допомозі сестри останнього Феонои Олені вдається втекти з чоловіком.

## Інформація про трагедію
В основу цієї трагедії покладено стародавній фольклорний сюжет про повернення чоловіка (або закоханого) до очікує його вірній дружині (або нареченій); до з'єднання з коханою чоловік піддається всіляким небезпекам, але і дружина в його відсутність повинна долати чималі труднощі, щоб зберегти свою честь. Представлений вперше в грецькій літературі в «Одіссеї», цей мотив через посередництво Евріпіда стає надзвичайно плідним для пізнього грецького роману, де обов'язковими елементами є розлука і випадкові зустрічі закоханих, домагання варварських царів і цариць на їх красу, пагони і погоні, аварії і полон, поки все не приходить до щасливої розв'язки.
Однак не тільки фольклорний сюжет є основою цієї соціально-побутової трагедії, але і міф про те, що Паріс відвіз з собою в Трою не Олену, а лише привид її, а справжня Олена з волі Гери була перенесена в Єгипет до царя Протея. Син цього царя Феоклімен хоче одружитися одружитися, але вона бажає залишитися вірною своєму чоловікові. У житті Олени не було ніякої радості, до тих поки вона не зустрілася зі своїм коханим Менелаєм. Після падіння Трої він вирушив на кораблі додому, однак його корабель був розбитий, але сам Менелай був викинутий на берег з кількома своїми товаришами і примарою Олени на берег Єгипту.
Випадково біля воріт він зустрічається з цієї Оленою, у що спочатку не хоче вірити. Однак отримуючи звістка про те, що уявна Олена зникла, Менелай не може повірити у своє щастя. Олена придумує хитрий план втечі. Вона каже Феоклимену, що згодна стати його дружиною, проте просить одну милість – здійснити за грецьким звичаєм похоронний обряд. Менелай прикидається вісником своєї загибелі. Цар дає їй човен, веслярів, спорядження. Олена в траурному вбранні з веслярами, серед яких і Менелай, входять в цю човен, переодягненими в єгипетські одягу. Коли човен був далеко від берега, Менелай і його друзі перебили веслярів-єгиптян, трупи їх викинули за борт і з піднятими вітрилами попрямували до берегів Еллади.
У цій трагедії ми бачимо новий образ Олени. Він сильно відрізняється від гомерівського, де Олена була насильно вивезена Парісом у Трою, але не робили жодних кроків до повернення на батьківщину. 

## Історична довідка
Трагедія «Олена» Евріпіда була написана у 412 р. до н. е. і поставлена вперше у ту ж епоху, тобто як тільки завершився похід на Сицилію, який закінчився розгромом афінського флоту. Паралельно в ту ж епоху починає розвиватися софістський рух, який ставить під сумнів традиційні цінності, що викликає кризу в демократичній формі правління, породжуючи прояви неслухняності і неповаги. Перебуваючи в такій політичній атмосфері, Евріпід у своїй трагедії «Олена» засуджує війну і називає її винуватицею всіх бід і, користуючись образом Олени як приводом, намагається показати всю безглуздість троянської війни. Так, на абсурд про те, що через одну жінку може бути знищений цілий народ, ціле держава і вбиті тисячі греків, Еврипід відповідає абсурдом, створюючи з ефіру подобу примари головною героїні. В кінцевому підсумку міф, який використовується в літературі, не є гомерівським. Це історія, розказана ліричним поетом Стесихором.

## Трагедія «Олена» Евріпіда з російськими титрами
Інститут Міхаліс Какояннис, разом з театральною групою «Алі Плевра», яка з 2001 року займається вивченням, постановкою і сценічним впровадженням давньогрецької трагедії, представляли трагедію «Елена» Еврипіда, у постановці Аріса Міхалопулоса в театрі Інституту Міхаліс Какояннис з російськими титрами.
1. ↑  Euripides Helen — NYC, Oxford: OUP, 1981. — P. 14. — ISBN 0-19-502870-8
2. ↑  Euripides Helen — NYC, Oxford: OUP, 1981. — P. xi. — ISBN 0-19-502870-8